# Qehwa

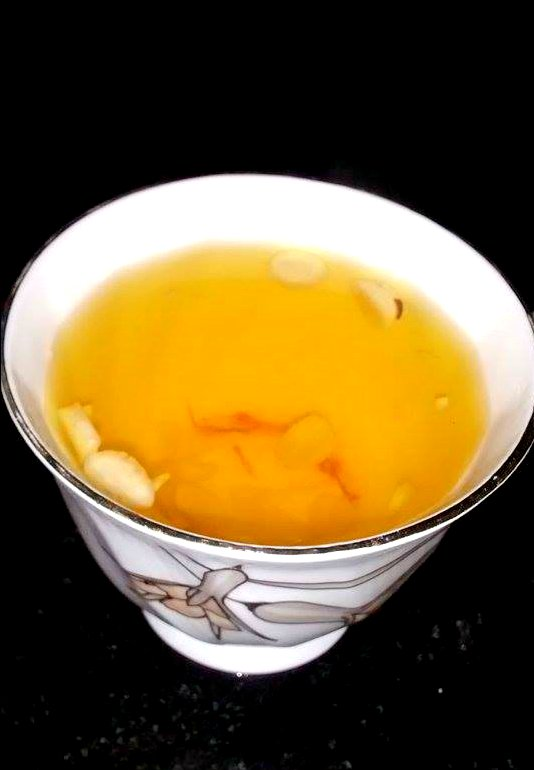
Una tazza di Qehwa

Il Qehwa è un tè tipico del Pakistan del nord, esso viene fatto con foglie, acqua e il phatty (terra nera usata per il tè). Dato che viene usata una terra nera per fare questo tè, esso viene di un colore marrone-rosso ed ha un sapore estremamente dolce.
Ricetta per una persona:
- mezzo cucchiaio di phatty
- un cucchiaio di zucchero (anche quello di canna)
- 3 foglie di albero secco.